# Storhagagölen
Storhagagölen är en sjö i Eksjö kommun i Småland och ingår i Emåns huvudavrinningsområde. Sjön har en area på 0,0768 kvadratkilometer och ligger 208,1 meter över havet.

## Delavrinningsområde
Storhagagölen ingår i det delavrinningsområde (638124-145925) som SMHI kallar för Utloppet av Solgen. Medelhöjden är 210 meter över havet och ytan är 86,78 kvadratkilometer. Räknas de 44 delavrinningsområdena uppströms in blir den ackumulerade arean 620,95 kvadratkilometer. Delavrinningsområdets utflöde Emån mynnar i havet. Delavrinningsområdet består mestadels av skog (50 %) och jordbruk (15 %). Avrinningsområdet har 21,67 kvadratkilometer vattenytor vilket ger det en sjöprocent på 24,9 %.